# 薩爾弗 (內華達州)
薩爾弗（英語：Sulphur）是位於美國內華達州洪堡縣的鬼鎮。

## 歷史
薩爾弗的郵局於1910年設立，1943年關閉後又於1946年重啟，最終於1953年停運。

## 地理
薩爾弗所處的海拔為高於海平面1232米（即4042英呎），而該地所採用的時區為UTC-8，即太平洋时区（PST）。同時該地設有夏令時間，為UTC-8調快一小時，即UTC-7（PDT）。